# Гергель, Оксана Васильевна
Оксана Васильевна Гергель (укр. Оксана Василівна Гергель; род. 1994) — украинская спортсменка-борец вольного стиля, Мастер спорта международного класса.

## Биография
Родилась 20 июня 1994 года в поселке Иваничи Волынской области, Украина
Вольной борьбой занимается с девяти лет. Воспитанница Иваничевской ДЮСШ. В 2011 году окончила Львовское государственное училище физической культуры, в 2016 году Львовский государственный университет физической культуры.
Первоначально тренировалась у И. Б. Палия, затем — у А. И. Пистуна. С 2011 года выступает за спортивное общество «Динамо».
В апреле 2016 года Оксана Гергель заняла второе место на Олимпийском квалификационном турнире, получив лицензию на участие в летних Олимпийских играх в Рио-де-Жанейро. Однако допинг-проба, которая была взята у нее в рамках квалификационного турнира, зафиксировала в организме спортсмена небольшую концентрацию запрещенного препарата мельдония: Гергель была лишена олимпийской лицензии. Позже выяснилось, что концентрация запрещенного препарата не превышает допустимую норму, Оксане вернули олимпийскую лицензию, и она участвовала в Олимпийских играх 2016 года (заняла 13-е место).

## Спортивные достижения
- Чемпионат Европы среди кадетов (2010) — 2 место.
- Чемпионат Европы среди кадетов (2011) — 1 место.
- Чемпионат мира среди юниоров (2012) — 3 место.
- Чемпионат Европы среди юниоров (2012) — 3 место.
- Чемпионат Европы среди молодежи (2015) — 3 место.
- Кубок мира (2015) — 1 место.
- Чемпионат мира (2015) — 1 место.
- Чемпионат Европы (2016) — 2 место.